# Elisabeth von Niederbayern

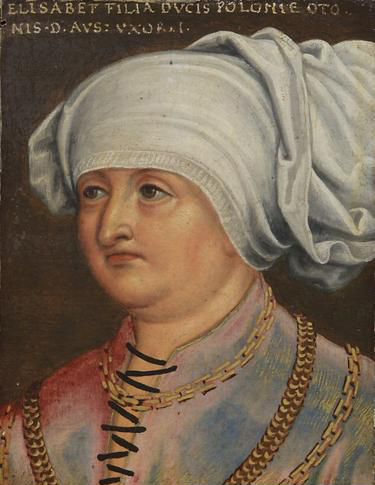
Elisabeth von Niederbayern

Elisabeth von Niederbayern (* um 1305; † 25. März 1330 in Wien) war die erste Gattin des aus dem Geschlecht der Habsburger stammenden Ottos des Fröhlichen, der ab 1330 den Herzogstitel von Österreich trug.
Elisabeth war eine Tochter des Herzogs Stephan I. von Niederbayern und seiner Gattin Judith von Schweidnitz. Sie galt als sehr lebenslustig. Am 15. Mai 1325 fand ihre Hochzeit mit Otto dem Fröhlichen zu Straubing statt. Sie übte einen bedeutenden Einfluss auf das Leben am Hof ihres Gemahls aus. Das adlige Paar bekam zwei Kinder:
- Friedrich II. (* 1327; † 1344), Herzog von Österreich
- Leopold II. (* 1328; † 1344), Herzog von Österreich

Erst etwa 25 Jahre alt starb Elisabeth 1330 in Wien an einer Lebensmittelvergiftung. Sie wurde im Zisterzienserkloster Neuberg im Mürztal beigesetzt.